# Bob Howard (Freestyle-Skier)
Bob Howard (* 1955 in Reno, Nevada) ist ein ehemaliger US-amerikanischer Freestyle-Skier, der auch für Frankreich antrat. Er war auf die nicht mehr ausgetragene Disziplin Ballett (Acro) spezialisiert, an deren Entwicklung hin zu einem athletischen Wettkampfsport er maßgeblich mitwirkte. In dieser Disziplin gewann er zweimal die Disziplinenwertung im Weltcup und 13 Einzelwettkämpfe.

## Biografie

### Sportliche Laufbahn
Bob Howard erlernte das Skifahren in Sky Tavern, einem Skigebiet zwischen seiner Heimatstadt Reno und dem Lake Tahoe. Nach seinem Highschool-Abschluss ging er mit einem Football-Stipendium auf das Santa Rosa Junior College. Eigenen Angaben zufolge saß er zu oft auf der Ersatzbank, woraufhin er die Schule verließ. Er investierte sein College-Geld in ein Paar gelbe Skischuhe von Nordica (später als „Banana“ bekannt) und wechselte zum Freestyle-Skiing.
Mitte der 1970er Jahre bestritt Howard erste Wettkämpfe und fuhr in seinem Pick-up von einem Austragungsort zum anderen. Nachdem er zunächst alle drei Freestyle-Disziplinen erlernt hatte, spezialisierte er sich auf das Ballett und gewann in dieser Disziplin 1979 den Grand Prix, die Saisongesamtwertung als Vorgänger zum Weltcup. Anders als viele Weggefährten blieb Howard dem Wettkampfsport treu, als die FIS den Freestyle-Skiing-Weltcup lancierte und Freestyle in einen Amateursport umwandelte. Bob Howard beherrschte das Skiballett von Beginn an und gewann in der ersten Saison alle fünf Wettkämpfe. Auch in der folgenden Saison setzte er seine Dominanz fort und gewann acht von neun Austragungen. Lediglich in Seefeld musste er sich im Februar 1981 dem Deutschen Hermann Reitberger geschlagen geben. Da er im Sommer zuvor in Tignes Freestyle-Unterricht gegeben hatte, wurde er – laut einem Artikel im Fachmagazin Ski – von der französischen Nationalmannschaft eingeladen und startete in der Saison 1981 aufgrund der besseren finanziellen Unterstützung für Frankreich. In der FIS-Datenbank wird dieser Nationenwechsel jedoch nicht geführt.
Bemühungen der neu strukturierten US Ski and Snowboard Association, ihn zurückzuholen, blieben erfolglos, weil Howard seine aktive Karriere noch 1981 beendete.

### Weitere Karriere
Nach Beendigung seiner Sportlerlaufbahn kontaktierte Bob Howard einen Freund, der für Volvo Skishows in Europa organisierte. Howard brachte, inspiriert von den Harlem Globetrotters, seine eigenen Ideen in die Shows ein und ging bald selbst vor bis zu 10.000 Zuschauern mit Freestyle-Tricks auf Tour. Ideen für seine Choreografien bezog er außerdem von Musikvideos auf MTV und alten Fred-Astaire-Filmen. Daneben arbeitete er weiterhin als Trainer und Skilehrer und betreute unter anderem die späteren Freestyle-Stars Lane Spina und Ellen Breen.
Howard lebt nach wie vor in Reno und hat neben seiner Tätigkeit als Skilehrer ein Versicherungsunternehmen.

## Stil und Rezeption
Bob Howard gilt als Pionier des Freestyle-Sports in den USA. Vor allem die Disziplin Ballett blieb – auch dank seiner langjährigen Shows – eng mit seinem Namen verbunden. Als einer der ersten Freestyler trainierte er gezielt Rumpf- und Armmuskulatur auf Reck und Barren und setzte diesen athletischen Vorteil im Wettkampf um. Durch seine Auftritte mit schulterhohen Skistöcken verlagerte er den Schwerpunkt vom freien Tanz hin zu gymnastischen Sprüngen und Überschlägen (Pole flips). Daneben zeigte er ausgefeilte Tanzschritte und Sprünge oft mit überkreuzten Beinen und verschaffte sich durch die Komplexität seiner Tricks einen weiteren Vorteil gegenüber der Konkurrenz. Nicht selten präsentierte er dem Publikum im Wettkampf neue Tricks, so etwa 1979 eine der ersten 720-Grad-Drehungen auf Ski. Der Trick Howard Around wurde nach ihm benannt.
Der braungelockte Howard fiel auch abseits der Wettkampfpiste auf. So trainierte er zeitweise auf einem 12 × 9 m großem, sogenannten Skideck, einer Art flächigem Laufband in einem Skigeschäft. Beim Schneetraining sah man ihn häufig mit einem tragbaren Musikabspielgerät auf den Brustkorb geschnallt. In den 70ern bereiste Howard die US-Veranstaltungsorte mit seinem Pick-up, den er auch zum Übernachten nutzte und den liebevollen Spitznamen „Sixpack Motel“ erhielt. Eine weitere Eigenheit war seine buntgestreifte „Glückshose“, die später seinem Schützling Lane Spina zu dessen erstem Weltcupsieg verhalf und bei den Deutschen Richard Schabl und Hermann Reitberger für Kopfschütteln gesorgt haben soll.

## Erfolge

### Weltcupwertungen
| Saison | Gesamt | Gesamt | Ballett | Ballett |
| Saison | Platz  | Punkte | Platz   | Punkte  |
| ------ | ------ | ------ | ------- | ------- |
| 1980   | 15.    | 100    | 1.      | 100     |
| 1981   | 14.    | 150    | 1.      | 150     |

### Weltcupsiege
Howard errang im Weltcup 14 Podestplätze, davon 13 Siege:
| Datum            | Ort              | Land        | Disziplin |
| ---------------- | ---------------- | ----------- | --------- |
| 9. Januar 1980   | Poconos          | USA         | Ballett   |
| 10. Januar 1980  | Poconos          | USA         | Ballett   |
| 1. März 1980     | Oberjoch         | Deutschland | Ballett   |
| 13. März 1980    | Tignes           | Frankreich  | Ballett   |
| 29. März 1980    | Whistler         | Kanada      | Ballett   |
| 17. Januar 1981  | Livigno          | Italien     | Ballett   |
| 23. Januar 1981  | Tignes           | Frankreich  | Ballett   |
| 31. Januar 1981  | Laax             | Schweiz     | Ballett   |
| 14. Februar 1981 | Oberjoch         | Deutschland | Ballett   |
| 28. Februar 1981 | Mont Sainte-Anne | Kanada      | Ballett   |
| 14. März 1981    | Poconos          | USA         | Ballett   |
| 15. März 1981    | Poconos          | USA         | Ballett   |
| 21. März 1981    | Calgary          | Kanada      | Ballett   |

### Weitere Erfolge
- Ballett-Gesamtsieg im Grand Prix 1979